# 相容れないものたちのバレエ
『相容れないものたちのバレエ』（あいいれないものたちのバレエ仏: Le Ballet des Incompatibles ）は、モリエールらの手によるバレエ。モリエールの手も入っていると考えられるが、確証はない。文学的な価値のほとんどない作品だが、モリエールが笑劇、喜劇と並んで重視したジャンル、コメディ・バレエの習作的な作品であるという点で重要である。

## あらすじと登場人物
筋らしいものは全くない。2部構成でそれぞれ7場面と8場面からなるが、それぞれの場面において「相容れないものたち」が登場し、バレエを踊るのみである。

### 配役表
場面の変化を色分けで示してある。
| 第一部                           |                              |
| 登場人物                         | 役者                         |
| 夜の女神                         |                              |
| 不和の女神                       | 劇団員:ラ・ピエール          |
| 「火」, 四大元素のうちのひとつ   | ベルフォン侯爵               |
| 「水」, 四大元素のうちのひとつ   | ラルブー子爵                 |
| 「大気」, 四大元素のうちのひとつ | ヴィラール侯爵               |
| 「大地」, 四大元素のうちのひとつ | フルク男爵                   |
| 幸運の女神                       | カナブル侯爵                 |
| 美徳の女神                       | レベ侯爵                     |
| 老人                             | モンターニュ氏               |
| 2人の若者                        | ラヴァルダン侯爵、カステル氏 |
| 2人の哲学者                      | デュビュイソン氏とパスカル氏 |
| 3人の兵士                        | ガンジュ男爵、カポン氏       |
| 金銭                             | ヴィトラック氏               |
| 詩人                             | 劇団員:モリエール            |
| 画家                             | 劇団員:ベジャール            |
| 錬金術師                         | 劇団員:ジョアシャン          |
| オルヴィエタン(薬売り大道芸人)   | ヴォヴェール男爵             |
| おめでたい人                     | ラ・ヴァレット氏             |

| 第二部           |                                                                    |
| 登場人物         | 役者                                                               |
| 眠りの神         |                                                                    |
| 「野心」         | フルク男爵                                                         |
| 偽りの仮面       | 劇団員:ラブリュギエール                                            |
| 2人の酔っ払い    | ダンジェルヴィル氏、劇団員:ベジャール                              |
| 「雄弁」         | フェラール男爵                                                     |
| 口達者な女       | 劇団員:モリエール                                                  |
| 「知恵」         | ファブレーグ男爵                                                   |
| 恋する2人の若者  | ド・トマ氏、レニ男爵                                               |
| 「真実」         | パスカル氏                                                         |
| 4人の宮廷人      | フロラック男爵、ド・マンス氏、カポン氏、劇団員:ラブリュギエール    |
| 「節制」         | 劇団員:ラ・ピエール                                                |
| 4人の衛兵        | ド・ヴィトラック氏、セガン氏、劇団員:マルシアル、ジョアシャン      |
| バッカスの巫女   | ド・ヴィトラック氏                                                 |
| 泉の精ナイアード | フルク男爵                                                         |
| 沈黙の神         | カナプル侯爵                                                       |
| 6人の女たち      | デュ・フェ嬢、ピカール嬢、ダルジャンクール嬢、ソラ嬢、ジェラール嬢 |

## 成立過程
このバレエは、モンペリエで開かれたラングドック地方の三部会に出席した新婚のコンティ公と新婦の妃に捧げられた。1655年に彼らの御前で踊られ、デュフレーヌ劇団によって上演されたが、配役表によればこのバレエを踊ったのは劇団員たちだけではなく、貴族も参加したようである。そのため、それぞれの場面での詩句に踊り手たちの個人的な問題に関する諷刺や仄めかしが盛り込まれているのだが、それらのほとんどは今日においては意味がよくわからない。モリエールはこのバレエの構想から関わり、台本の一部を執筆したと考えられるが、確証はない。配役表によれば、2つの役を演じている。

## 解説
このバレエの作者については様々な説が提出されており、モリエールの作品であるとの確証はない。作中に見られる表現があまりに稚拙であるので、モリエールの作品ではないと考える者もいるし、ジョゼフ・ベジャール(マドレーヌの兄で、劇団員)と考える説など、その作者は様々な推測がなされている。
上演の際には「レシ(吟唱)」と呼ばれる部分(上の配役表でいえば、それぞれ夜の女神、眠りの神の登場部分)だけが朗誦され、他の場面においてはただバレエが披露されるのみであった。そのため、詩句を記載したバレエの台本は上演前に先立って配布され、観客たちはそれを参照することで目の前のバレエの意味を理解したのである。

## 日本語訳
- 『相容れぬものたちのバレエ－モンペリエにてコンティ大公御夫妻の御前で踊られたバレエ－』秋山伸子、廣田昌義訳、（モリエール全集 1 所収）、臨川書店、2000年